# Авраам Дюкен

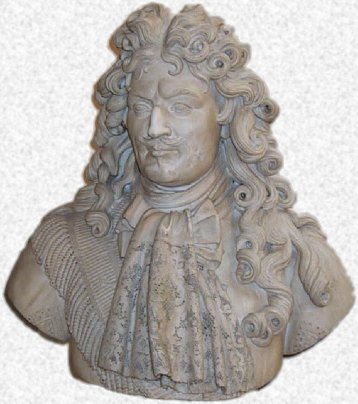
Авраам Дюкен

Авраам Дюкен (1610–1688) — відомий французький адмірал.

## Життєпис

### Молоді роки
Народився у місті Дьєпп (Нормандія, Франція). Його родина належала до кальвіністів, тому з дитинства він відчував утиск з боку влади. Батько Дюкена обрав морську службу й своїх синів зробив моряками. У 1626 році Авраам вже помічник батька на корветі. Тут він зміг відзначитися. Його помітив кардинал Рішельє й у 1627 році перевів у військовий флот, надавши йому чин лейтенанта. Проте деякий час після цього Дюкен займався каперством. У 1635 році Дюкена призначено командиром корвета «Нептун» у складі ескадри, що діяла у Середземному морі. Вже в цьому році Дюкен відзначився у боях за Леринейські острови біля Провансу. У 1637—1638 році він успішно бився з іспанськими кораблями. У 1638 році розбив іспанців у бухті Гаттарі, а у 1639 році брав участь у захоплені міста Ларедо (Біскайя, Іспанія).
В наступні роки він також успішно діяв проти іспанського флоту. У 1641 році Авраама Дюкен захопив 5 іспанських кораблів. В цьому ж році він отримав право піднімати віце-адміральський прапор. Завдав відчутної шкоди у битвах при Барселоні та мисі Гат у 1643 році.
Але його заслуги не було оцінено й тому 1644 році Дюкен перейшов на шведську службу з чином віце-адмірала. Він відіграв важливу роль у перемозі шведів над данцями 13 жовтня 1644 року у Лааландській битві. Після цього Дюкен сам розбив данській флот при Готенбурзі. Після закінчення військових дій Авраам Дюкен у 1645 році повертається до Франції.
У 1645 році бере участь в облозі Таррагони (Каталонія, Іспанія).
У 1646 році Дюкен відіграв значну роль у придушені повстання в Бордо, за що отримав від короля острів Мадаріна з титулом маркіза, замок Ендер з титулом барона. У 1647 році він очолив Дюнкеркську ескадру. Разом з тим Дюкен вважав, що з ним не гарно поводяться, не дають адміральських чинів, тому був звільнений з флоту у 1650 році.

### На чолі флоту
З призначенням Кольбера головою французького уряду останній запросив Дюкена повернутися у флот. Фактично Кольбер з Дюкеном займалися розбудовою французького флоту. Брав участь у Другій англо-голландській війні у складі французької ескадри на чолі з д'Естре, яка допомагала англійцям. Проте важливої ролі у цих подіях не відіграв. Тим не менш у 1667 році Авраам Дюкен стає генерал-адміралом. З 1670 року Дюкен вів організаторську діяльність з викорінення зловживань на флоті.
Під час війни з Нідерландами Дюкена було призначено заступником маркіза Вівона, фактично ж керівництво здійснював Дюкен. Завданням його ескадри було зміцнення позицій Франції на Сицилії. Тут супротивником його був де Рюйтер. Відбулися битви 8 січня 1676 року біля острова Стромболі, яка не виявила переможця, та 22 квітня, під час якої іспанці та голландці зазнали поразки, а Рюйтера було смертельно поранено. 2 червня Дюкен знищив ворожий флот біля Палермо. В результаті цих дій іспано-голландський флот було знищено.
У 1681 році здійснив похід проти Триполі. У 1682—1683 роках Авраам Дюкен здійснив похід проти Алжиру. Тут він вперше застосував особливі галіоти з мортирами. Він позитивно оцінив цей новий вид зброї. Завдяки цим галіотам він зруйнував майже все місто, але не зумів захопити. При цьому звільнив більше 1000 бранців, а дей Мухаммад Трік зрікся влади. У 1684 році Дюкен також успішно бомбардував Геную, змусивши її пристати на вимоги французького короля.

### Останні роки
Стосунки з королем Людовиком XIV погіршувалися. Кольбера вже не було, щоб допомгти Дюкену. Після скасування Нантського едикту у 1685 році уся родина Авраама Дюкена була вигнана з Франції. 2 лютого 1688 року він помер у Парижі.